# Aroe
Aroe (altgriechisch Ἀρόη) war eine Stadt im antiken Griechenland, aus der gemeinsam mit den Orten Antheia und Mesatis durch Synoikismos die Stadt Patrai entstand.
Die ätiologische Sage zu Aroe ist durch Pausanias überliefert. Herrscher über das Land war Eumelos, der vom Kulturheroen Triptolemos Kenntnisse über Ackerbau sowie die Gründung einer Stadt erhielt. Die neu gegründete Stadt benannte er nach dem Ackerland (altgriechisch ἄροσις) Aroe. 
Pausanias berichtet weiter, dass Patreus nach der Vertreibung der Ionier aus Achaia den Achaiern die Ansiedlung in Antheia und Mesatis verbot und stattdessen eine große Mauer um Aroe errichtete. Die dadurch neu entstandene Stadt nannte er nach sich selbst Patrai.